# Viktor Alexandrovič Lyapkalo
Viktor Lyapkalo (nome completo em russo:  Виктор Александрович Ляпкало), (Ukhta, 18 de setembro de 1956) é um pintor russo de orígem komis; 

## Biografia
Viktor Ljapkalo nasceu em 1956, em Ukhta, na República de Komi, e começou estudar no Liceo de Arte de Saratov. De 1979 até 1987 estudou na Academia de Artes da Rússia de San Petersburgo, tendo como mestres Vladimir Gorb e Viktor Reichet. Lá diplomou-se com uma pintura chamada Noite Branca (Белая ночь). Especializou-se em paisagens e nus.
Depois do fim dos anos 80, viveu estavelmente em San Petersburgo e faz parte da União dos Artistas da cidade. Suas pinturas estão presentes em museus e coleção privadas da Rússia, Alemanha, Países Baixos, Bélgica e Estados Unidos.